# Otacílio Luziano da Silva
Otacílio Luziano da Silva (Maracaí, 30 de novembro de 1954) é bispo católico brasileiro, bispo emérito da diocese de Catanduva. 

## História
Foi ordenado presbítero em 6 de dezembro de 1987 na Diocese de Assis. Foi nomeado bispo da diocese de Catanduva em 21 de outubro de 2009, recebeu a sagração episcopal em 30 de dezembro de 2009 e assumiu a diocese em 17 de janeiro de 2010. Seu ordenante foi o arcebispo Maurício Grotto de Camargo e seus coordenantes os bispos Antônio de Souza e José Benedito Simão. Otacílio se aposentou em 2018.